# احمد عدنان سایگون
احمد عدنان سایگون (تلفظ ترکی استانبولی: [ahˈmed adˈnan sajˈɡun]؛ ۷ سپتامبر ۱۹۰۷–۶ ژانویه ۱۹۹۱) آهنگساز، موسیقی‌شناس و نویسنده ترکیه‌ای بود.
سایگون یکی از آهنگسازان معروف به پنج ترکیه‌ای است که پیشگام موسیقی کلاسیک غربی در ترکیه بودند، آثار وی نشان از تسلط او بر موسیقی غربی دارد و در عین حال ترانه‌ها و فرهنگ سنتی ترکیه را نیز در بر می‌گیرد. هنگام اشاره به آخشیج‌های عامیانه، او تمایل داشت که یک نت را معیار قرار داده و بر اساس آن یک ملودی در یک مقام ترکی بنویسد. آثار بی‌شمار او شامل پنج سمفونی، پنج اپرا، دو کنسرت پیانو، کنسرت برای ویولن، ویولن و ویولن سل و طیف گسترده‌ای از آثار مجلسی و سرودی است.
مجله تایمز او را «مرد سترگ موسیقی ترکیه خواند که در حکم ژان سیبلیوس برای فنلاند و مانوئل د فایا برای اسپانیا و بلا بارتوک برای مجارستان است». سایگون در ترکیه بزرگ شد و تغییرات شدید سیاسی و اقتصادی را که در غالب اصلاحات مصطفی کمال آتاتورک و در جایگزینی امپراتوری عثمانی انجام می‌شد، نظاره کرد. حکومت عثمانی که حدود ۶۰۰ سال بر ترکیه حکمرانی می‌کرد با جمهوری تازه تأسیس و غیردینی ترکیه که با الگوبرداری از آزادی و سنت‌های غربی شکل گرفته بود، جایگزین شد. همزمان که آتاتورک هویت فرهنگی جدیدی برای مردم و ملت ترکیه می‌شاخت، سایگون نقش خود را در این پیشرفت و توسعه پیدا کرد.

## زندگی‌نامه

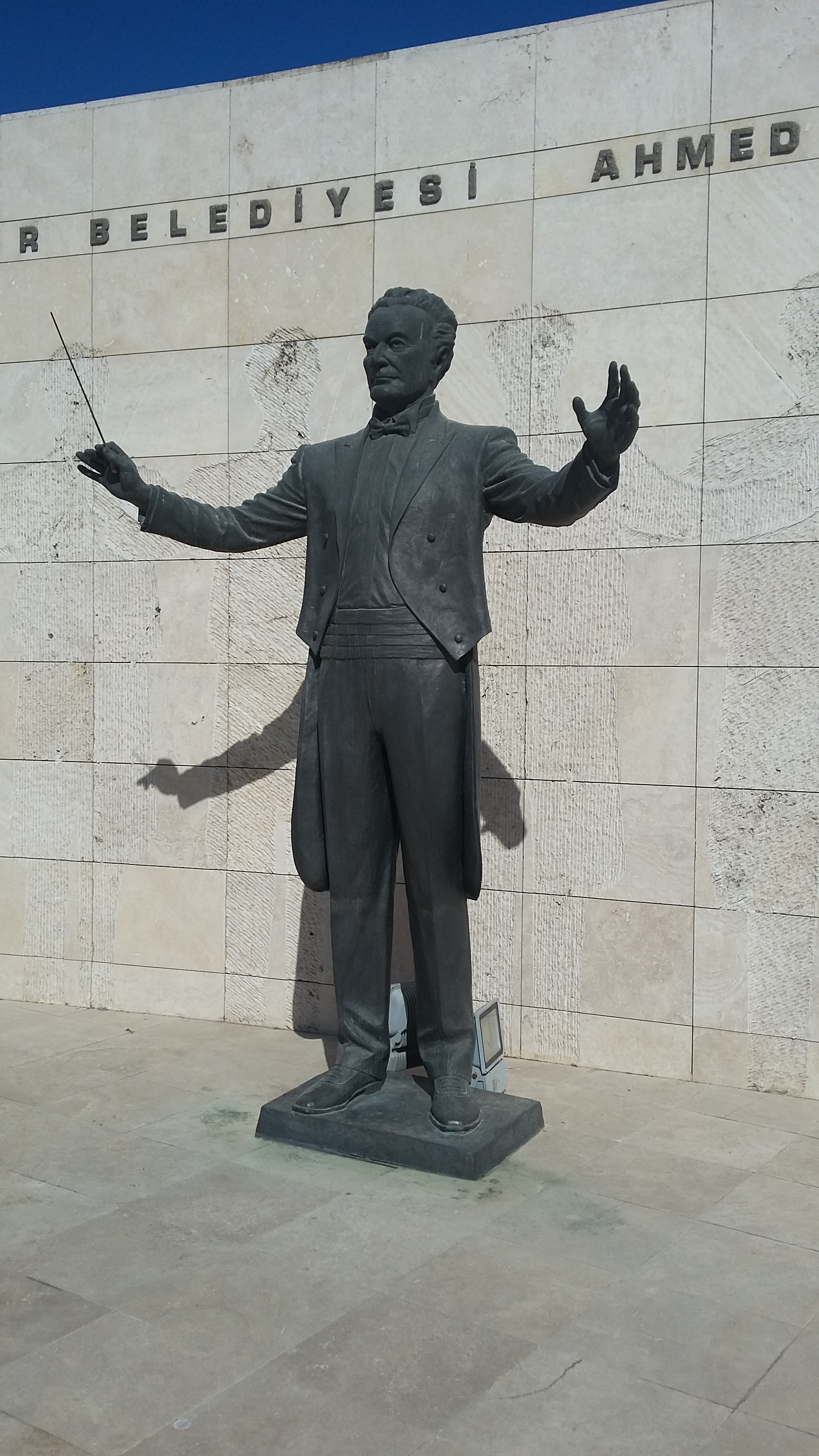
تندیس احمد عدنان سایگون در فرهنگسرای احمد عدنان سایگون

احمد عدنان سایگون در سال ۱۹۰۷ در ازمیر متولد شد. در آن زمان کنسرت‌های مکرر توسط گروه‌های نظامی عثمانی برگزار می‌شد و اجرای موسیقی غربی توسط گروه‌های موسیقی مجلسی مرسوم بود. همین امر باعث شد تا سایگون اولین دوره تحصیل موسیقی خود را در دبستان شروع کند. او شروع به نواختن پیانو، ساز لوت گردن-کوتاه و عود کرد و به سرعت شور نوشتن موسیقی را در سن چهارده سالگی پیدا کرد. پدر وی که معلم ریاضیات و محقق ادیان و ادبیات بود در سنین کودکی به او انگلیسی و فرانسوی و همچنین ادیان جهانی را آموخت. سایگون با مطالعه دقیق بخش موسیقی دانشنامه گراند که به فرانسوی بود آن را به زبان ترکی ترجمه کرد. او در دوران دبیرستان، درس‌های موسیقی خود را با تحصیل در مدرسه به‌طور موازی پیش برد. در سال ۱۹۲۶، تنها دو سال پس از فارغ‌التحصیلی از دبیرستان، او به عنوان معلم موسیقی در یک دبیرستان در شهر زادگاهش، ازمیر، منصوب شد.
در سال ۱۹۲۸ سایگون با کمک‌هزینهٔ دولت ترکیه برای تحصیل به فرانسه رفت. او در آنجا اصول آهنگسازی را زیر نظر ونسان دندی، نظریه و کنترپوان را زیر نظر یوجین بورل، ارگ را با اودارد سوبربیل و سرودهای گریگوری با آآمدده گاستوئه آموخت. وی در ادامه با موسیقی متاخر عاشقانه و امپرسیونیسم فرانسه آشنا شد. در این مدت خلاقیت او شکوفا شد و او اولین اثر بزرگ خود را به نام Divertimento برای ارکستر نوشت. سایگون برای این قطعه در سال ۱۹۳۱ در پاریس جایزه گرفت و در همان سال این قطعه در لهستان و اتحاد جماهیر شوروی سابق با موفقیت بسیار خوبی اجرا شد. در سال ۱۹۳۱ او به ترکیه بازگشت و به عنوان معلم موسیقی در مدارسی جدیدی که مصطفی کمال آتاتورک ساخته بود و هدف آن آموزش معلمان موسیقی با توجه به قانون جدید هنر بود، شروه به آموزش کرد.
سایگون در سال ۱۹۳۴ به عنوان رهبر ارکستر سمفونیک معتبر ریاست جمهوری منصوب شد. در همان سال آتاتورک از او خواست که اولین اپرای ترکیه را بنویسد. از آنجا که سایگون از طرفداران بزرگ آتاتورک بود، این پیشنهاد را با گرمی زیاد پذیرفت و در مدت دو ماه نوشتن نخستین اپرای ترکی به نام اوزسوی را تمام کرد. موضوع اپرا دوستی تاریخی بین مردمان ترکیه و ایران بود. به دنبال موفقیت اوزسوی ، آتاتورک از سایگون خواست تا اپرایی با محوریت قهرمانی ترک‌ها و فداکاری آتاتورک به کشور و مردمش بنویسد. سایگون به سرعت در همان سال اپرای دوم تاش‌ببک را نوشت.
سایگون نه تنها به عنوان آهنگساز بلکه به عنوان یک محقق نیز شناخته می‌شود و کتابهای زیادی دربارهٔ آموزش موسیقی نوشته‌است. وی تأثیر زیادی بر پیشرفت موسیقی غربی در ترکیه گذاشت و به تأسیس چندین هنرستان موسیقی جدید کمک کرد و همچنین عضو شورای ملی آموزش و هیئت مدیره شرکت رادیو و تلویزیون ترکیه نیز بود. پس از درگذشت وی، مرکز تحقیقات موسیقی احمد عدنان سایگون در دانشگاه بیلکنت در آنکارا، ترکیه، تأسیس شد که نسخه‌های خطی و بایگانی‌های اصلی او در آنجا نگهداری می‌شوند
ناشر آلمانی CPO در یادداشت‌های صدمین سالگرد تولد این آهنگساز در سال ۲۰۰۷، مجموعه ای از آثار سایگون را منتشر کرد که شامل سمفونی‌های ۱، ۲ ، ۳، ۴ ، ۵، پیانو کنسرت ۱، ۲ ، کنسرتو ویولن، ویولا کنسرتو، ویولن کنسرتو، ویولن کنسرتو، مجموعه آناتولی و کوارتت‌های زهی ۱، ۲ ، ۳، ۴ می‌باشد.

## آثار

### اپرا
- اپوس ۹ Özsoy (یک صحنه), ۱۹۳۴
- اپوس ۱۱ Taşbebek (یک صحنه), ۱۹۳۴
- اپوس ۲۸ Kerem (سه صحنه), ۱۹۴۷–۵۲
- اپوس ۵۲ Köroğlu (سه صحنه و براساس کوراوغلو), ۱۹۷۳
- اپوس ۶۵ ’گیلگمش, ۱۹۶۴–۱۹۸۳

### باله
- اپوس ۱۷ Bir Orman Masalı (قصه یک جنگل), ۱۹۳۹–۴۳
- اپوس ۷۵ Kumru Efsanesi (افسانه کومرو), ۱۹۸۶–۸۹

### ارکسترال
- اپوس ۱ Divertimento, (ارکسترال بزرگ با ساکسفون و دارکوبا), ۱۹۳۰
- اپوس ۱۰/b İnci's Book (تنظیم سمفونیک), ۱۹۴۴
- اپوس ۱۳ رقص جادویی, ۱۹۳۴
- اپوس ۱۴ قطعه ارکسترال، ۱۹۳۶
- اپوس ۲۴ Halay, ۱۹۴۳
- اپوس ۲۹ سمفونی شماره ۱، ۱۹۵۳
- اپوس ۳۰ سمفونی شماره ۲، ۱۹۵۸
- اپوس ۳۹ سمفونی شماره ۳، ۱۹۶۰
- اپوس ۵۳ سمفونی شماره ۴، ۱۹۷۴
- اپوس ۵۷ Ritual Dance, ۱۹۷۵
- اپوس ۷۰ سمفونی شماره ۵، ۱۹۸۵
- اپوس ۷۲ Variations for Orchestra, ۱۹۸۵

### آوازی / گروه سرود-ارکسترال
- اپوس ۳ Laments (تکی تنور), ۱۹۳۲
- اپوس ۶ Kızılırmak Türküsü (ترانه‌های محلی برای سوپرانو), ۱۹۳۳
- اپوس ۱۶ Masal Lied (تکی باریتون), ۱۹۴۰
- اپوس ۱۹ Cantata in the Old Style (تک و همخوان), ۱۹۴۱
- اپوس ۲۱ Geçen Dakikalarım (تکی باریتون), ۱۹۴۱
- اپوس ۲۳ چهار آهنگ محلی، ۱۹۴۵
- اپوس ۲۶ اوراتوریوی یونوس امره، ۱۹۴۲
- اپوس ۴۱ ده آهنگ محلی، ۱۹۶۸
- اپوس ۵۴ Laments - Book II (صدای تنور مرد تک‌خوان), ۱۹۷۴
- اپوس ۶۰ میانجیگری خلق ۱, ۱۹۷۷
- اپوس ۶۱ میانجیگری خلق ۲, ۱۹۷۷
- اپوس ۶۳ میانجیگری خلق ۳, ۱۹۸۳
- اپوس ۶۴ میانجیگری خلق ۴, ۱۹۷۸
- اپوس ۶۶ میانجیگری خلق ۵, ۱۹۷۸
- اپوس ۶۷ حماسه‌های آتاتورک و آناتولیا, ۱۹۸۱
- اپوس ۶۹ میانجیگری خلق ۶, ۱۹۸۴